# 索什涅

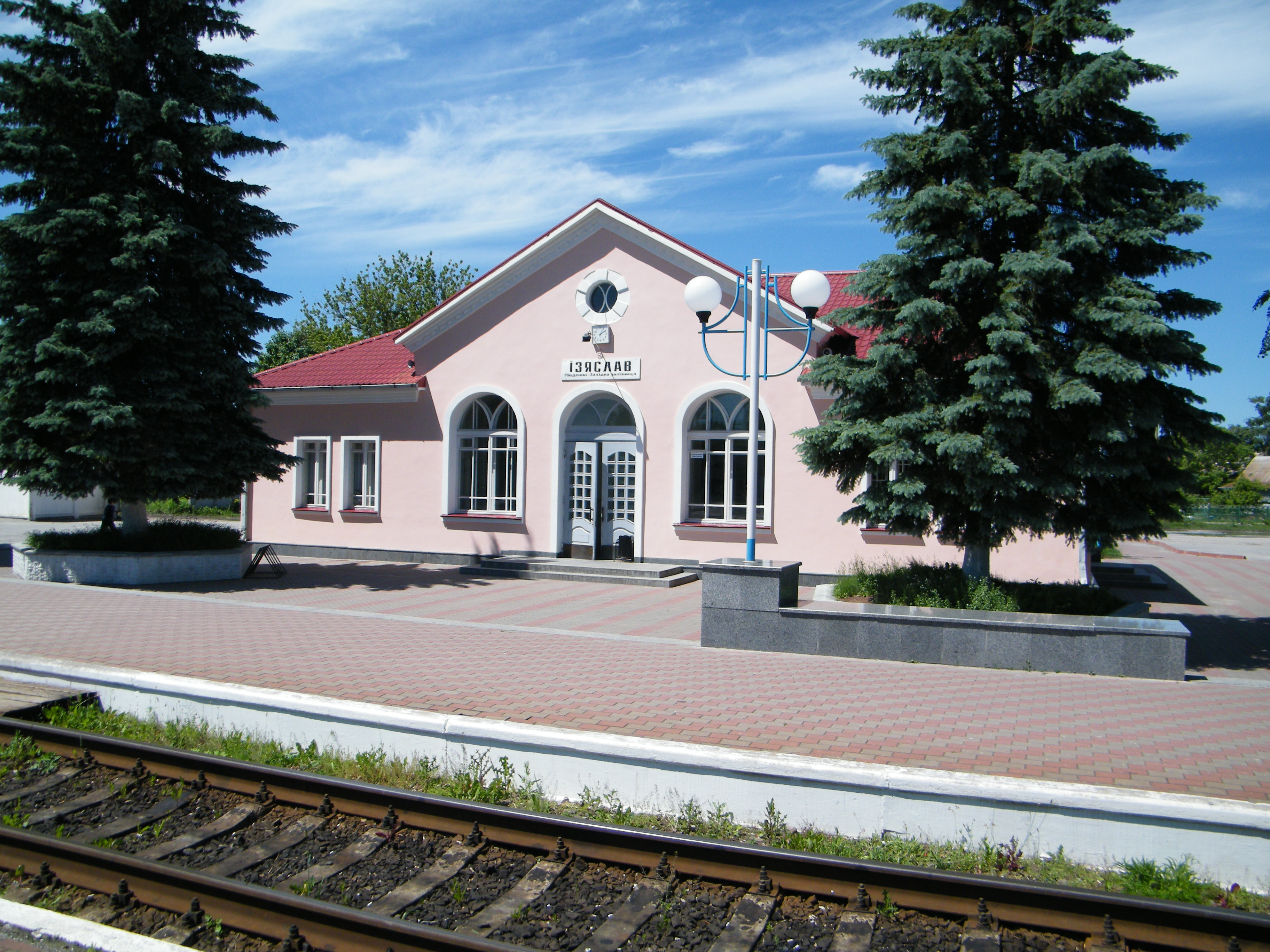

索什涅（烏克蘭語：Сошне），是烏克蘭西部的村莊，隸屬赫梅利尼茨基州的舍佩蒂夫卡區。該村距離赫梅利尼茨基106公里，面積1.631平方公里，海拔高度243米，人口155。
50°8′5″N 26°45′3″E / 50.13472°N 26.75083°E